# Série mondiale 2011

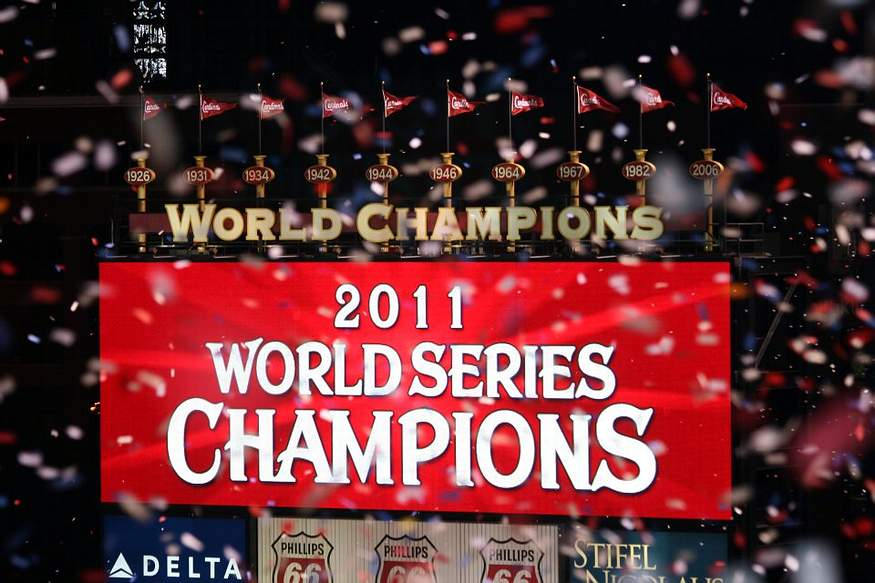
Les Cardinals de Saint-Louis, champions 2011

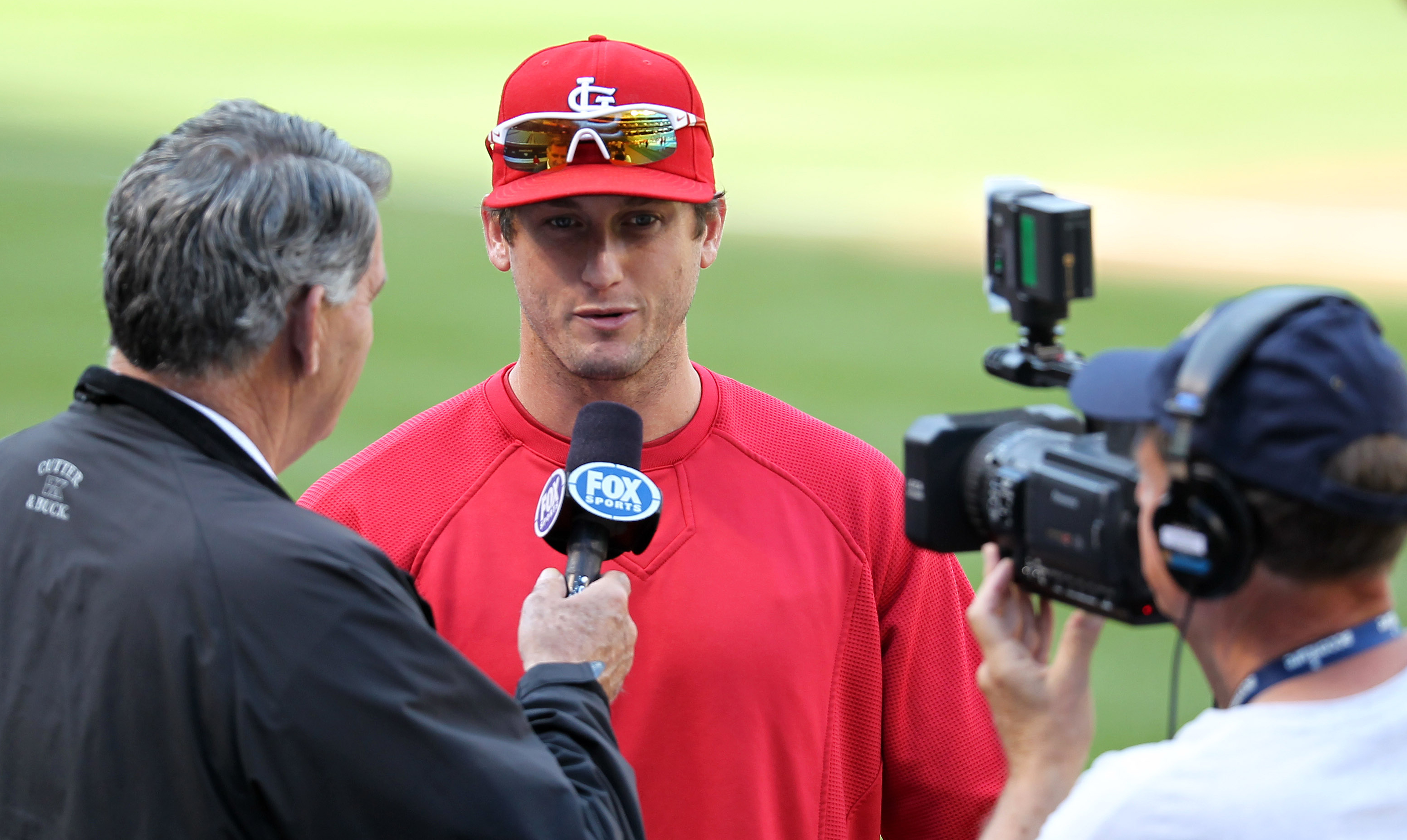
David Freese, joueur par excellence de la Série mondiale

La Série mondiale 2011 est la 107e série finale des Ligues majeures de baseball. 
Elle débute le mercredi 19 octobre 2011 et se termine le vendredi 29 octobre par le triomphe des Cardinals de Saint-Louis, quatre parties à trois sur les Rangers du Texas.

## Avantage du terrain
L'issue du match des étoiles 2011, disputé le 12 juillet à Phoenix en Arizona détermine quelle ligue, Nationale ou Américaine, verra son représentant gagner l'avantage du terrain pour la Série mondiale 2011. La Ligue nationale remporte une victoire de 5 à 1 dans cette partie, donnant à l'éventuel champion de la Nationale le privilège d'être l'équipe hôte des no 1 et no 2 de la finale, ainsi que des matchs no 6 et no 7 s'ils s'avèrent nécessaires.

## Équipes en présence

### Rangers du Texas
Les Rangers du Texas remportent en 2011 un deuxième titre consécutif et un cinquième au total dans la division Ouest de la Ligue américaine. Avec une fiche de 95-66, les Rangers terminent 10 matchs devant les Angels. Ils prévalent en quatre parties sur les Rays de Tampa Bay en Série de divisions 2011, éliminant ce club pour un deuxième automne consécutif. En Série de championnat de la Ligue américaine, le voltigeur de droite Nelson Cruz établit un record de six coups de circuit et 13 points produits en une seule série éliminatoire et les Rangers ont le meilleur quatre victoires à deux sur leurs opposants, les Tigers de Détroit.

Le 22 octobre 2011, Albert Pujols, des Cardinals, devient le troisième joueur de l'histoire à réussir trois circuits dans un même match de Série mondiale

À la 51e année d'existence de leur franchise et leur 40e saison depuis leur transfert de la ville de Washington vers celle d'Arlington près de Dallas, Texas, les Rangers passent en Série mondiale pour la seconde fois. Leur premier essai en Série mondiale 2010 se solde par un échec en cinq matchs face aux Giants de San Francisco. Les Rangers sont l'une des huit franchises en activité dans le baseball majeur à n'avoir jamais remporté la Série mondiale.

### Cardinals de Saint-Louis
Les Cardinals de Saint-Louis terminent deuxièmes dans la section Centrale de la Ligue nationale de baseball en 2011 avec une saison régulière de 90 victoires et 72 défaites. Ils terminent six parties derrière les champions de division, les Brewers de Milwaukee. Saint-Louis réalise en fin de saison une remontée historique pour remporter la qualification comme meilleur deuxième dans la Ligue nationale. Accusant un retard de dix parties et demie sur les Braves d'Atlanta dans cette course aux éliminatoires le 5 septembre, les Cards gagnent 16 de leurs 21 dernières parties pour se qualifier au dernier jour du calendrier régulier. Au premier tour éliminatoire, ils surprennent la meilleure équipe du baseball durant la saison, les Phillies de Philadelphie, qu'ils battent trois parties à deux en remportant les deux derniers matchs, où ils étaient chaque fois menacés d'élimination. Ils retrouvent Milwaukee en Série de championnat de la Ligue nationale et ont le meilleur sur leurs rivaux, quatre victoires à deux.
Les Cardinals jouent en Série mondiale pour la 18e fois de l'histoire de leur franchise, fondée en 1882. Avec 10 titres, le dernier remporté lors de leur dernière présence en finale en 2006, ils sont l'équipe la plus titrée de la Ligue nationale et la seconde ayant remporté le plus de titres mondiaux dans les majeures après les Yankees de New York.

### Duels précédents
Les Rangers et les Cardinals s'affrontent pour la première fois en Série mondiale. Ils n'ont pas joué l'un contre l'autre en matchs interligue pendant la saison 2011 et ne se sont pas affrontés depuis le 13 juin 2004 alors que la seule série interligue jamais jouée en saison régulière entre les deux clubs s'était soldée par deux victoires en trois parties des Cardinals au Texas.

## Déroulement de la série

### Calendrier des rencontres
Il s'agit d'une série au meilleur de sept matchs. La première équipe à remporter quatre parties de Série mondiale est sacrée championne. 
| Match | Date       | Visiteur                 | Hôte                     | Score               |
| ----- | ---------- | ------------------------ | ------------------------ | ------------------- |
| 1     | 19 octobre | Rangers du Texas         | Cardinals de Saint-Louis | 2 - 3               |
| 2     | 20 octobre | Rangers du Texas         | Cardinals de Saint-Louis | 2 - 1               |
| 3     | 22 octobre | Cardinals de Saint-Louis | Rangers du Texas         | 16 - 7              |
| 4     | 23 octobre | Cardinals de Saint-Louis | Rangers du Texas         | 0 - 4               |
| 5     | 24 octobre | Cardinals de Saint-Louis | Rangers du Texas         | 2 - 4               |
| 6     | 27 octobre | Rangers du Texas         | Cardinals de Saint-Louis | 9 - 10 (11 manches) |
| 7     | 28 octobre | Rangers du Texas         | Cardinals de Saint-Louis | 2 - 6               |

### Match 1
Mercredi 19 octobre 2011 au Busch Stadium, Saint-Louis, Missouri.
| Rangers du Texas | 0 | 0 | 0 | 0 | 2 | 0 | 0 | 0 | 0 | 2 | 6 | 0 |
| Cardinals de Saint-Louis | 0 | 0 | 0 | 2 | 0 | 1 | 0 | 0 | X | 3 | 6 | 0 |
| Lanceurs partants : TEX : C. J. Wilson STL : Chris Carpenter Vic. : Chris Carpenter (1-0) Déf. : C. J. Wilson (0-1) Sauv. : Jason Motte (1) HRs : TEX : Mike Napoli (1) |   |   |   |   |   |   |   |   |   |   |   |   |

Rangers et Cardinals s'amènent dans cette série forts de victoires décisives par les scores de 15-5 et 12-6 dans les derniers matchs de leurs Séries de championnat respectives. Mais les offensives des deux clubs sont tenues en respect par les lanceurs partants en ouverture de la Série mondiale. Pour Saint-Louis, Chris Carpenter espace bien cinq coups sûrs et deux points en six manches de travail alors que son opposant C. J. Wilson fait lui aussi du bon travail. Saint-Louis ouvre le pointage avec un simple de deux points de Lance Berkman en quatrième manche mais Texas crée l'égalité sur un circuit de deux points de Mike Napoli en début de cinquième. En fin de sixième manche, Wilson laisse deux coureurs atteindre les buts et le releveur qui lui succède, Alexi Ogando, accorde un coup sûr bon pour un point à Allen Craig. Les Cardinals mènent alors 3-2 et l'emportent par ce score.

### Match 2
Jeudi 20 octobre 2011 au Busch Stadium, Saint-Louis, Missouri.
| Rangers du Texas | 0 | 0 | 0 | 0 | 0 | 0 | 0 | 0 | 2 | 2 | 5 | 1 |
| Cardinals de Saint-Louis | 0 | 0 | 0 | 0 | 1 | 0 | 0 | 0 | 0 | 1 | 6 | 1 |
| Lanceurs partants : TEX : Colby Lewis STL : Jaime García Vic. : Mike Adams (1-0) Déf. : Jason Motte (0-1) Sauv. : Neftali Feliz (1) |   |   |   |   |   |   |   |   |   |   |   |   |

Les lanceurs dominent encore une fois le match : Jaime García des Cardinals et Colby Lewis des Rangers sont intraitables et aucune des deux équipes n'a de véritable chance de marquer. Lewis finit cependant par céder en septième manche lorsqu'il permet, tout comme C. J. Wilson la veille, à David Freese et Nick Punto de se rendre sur les buts. Alexi Ogando, comme lors du premier match, est appelé en relève et le scénario est identique : Allen Craig frappe un coup sûr qui brise l'égalité. Craig établit un nouveau record de franchise avec 4 coups sûrs comme frappeur suppléant en éliminatoires pour les Cardinals et est le 5e joueur à en obtenir autant dans ce rôle en éliminatoires. Ceux-ci mènent 1-0 lorsqu'en neuvième manche le stoppeur Jason Motte éprouve des difficultés à protéger l'avance. Ian Kinsler réussit un simple à ses dépens et vole le deuxième but. Elvis Andrus enchaîne avec un coup sûr et un cafouillage en défensive des Cardinals lui permet d'atteindre le deuxième coussin pendant que Kinsler est au troisième. Arthur Rhodes s'amène au monticule pour Saint-Louis et le ballon sacrifice frappé par Josh Hamilton pousse Kinsler au marbre, ce qui porte le score à 1-1. Lance Lynn vient lancer à la place de Rhodes et, avec un retrait, Michael Young réussit aussi un ballon sacrifice, qui fait marquer Andrus. Neftali Feliz lance la fin de la neuvième manche pour Texas et préserve la victoire de 2-1 de son équipe.

### Match 3
Samedi 22 octobre 2011 au Rangers Ballpark, Arlington, Texas.
| Cardinals de Saint-Louis | 1 | 0 | 0 | 4 | 3 | 4 | 2 | 1 | 1 | 16 | 15 | 1 |
| Rangers du Texas | 0 | 0 | 0 | 3 | 3 | 0 | 1 | 0 | 0 | 7  | 13 | 3 |
| Lanceurs partants : STL : Kyle Lohse TEX : Matt Harrison Vic. : Lance Lynn (1-0) Déf. : Matt Harrison (0-1) HRs : STL : Allen Craig (1), Albert Pujols (1, 2, 3) TEX : Michael Young (1), Nelson Cruz (1) |   |   |   |   |   |   |   |   |   |    |    |   |

La vedette des Cardinals Albert Pujols offre l'une des performances les plus mémorables des matchs de série finale et réussit un exploit rare avec trois circuits dans un même match de Série mondiale. Seuls Babe Ruth dans les séries finales de 1926 et 1928 puis Reggie Jackson en 1977 avaient réalisés de pareilles performances avant Pujols. Avec cinq coups sûrs en six présences officielles au bâton, Pujols égale le record de cinq coups sûrs en un match de Série mondiale établi par Paul Molitor des Brewers de Milwaukee en 1982. Il égale le record de six points produits dans un match de finale établi précédemment par Bobby Richardson (1960, match #3) et Hideki Matsui (2009, match #6) et pulvérise une autre marque avec 14 buts au total, soit deux de plus que Ruth et Jackson dans leurs performances respectives de 3 circuits. Enfin, il est le premier joueur à obtenir un coup sûr dans quatre manches consécutives d'un match de finale.
Avec leur victoire de 16-7, les Cardinals prennent les devants 2-1 dans la série contre les Rangers. Aux exploits de Pujols s'ajoutent quelques faits notables : les Cardinals deviennent la première équipe de l'histoire des Séries mondiales à marquer plus d'un point dans quatre manches consécutives d'un même match; ils deviennent le premier club à s'incrire le premier au pointage dans 10 parties consécutives de séries éliminatoires; Allen Craig, un joueur réserviste inséré au champ extérieur dans la formation partante de Saint-Louis pour ce troisième duel, cogne un circuit en première manche pour devenir le 3e joueur de l'histoire après Ted Kluszewski et Dusty Rhodes à obtenir des points produits à ses trois premiers passages au bâton dans les Séries mondiales. Enfin, Tony La Russa des Cardinals savoure sa 68e victoire en tant que manager en séries éliminatoires, devançant Bobby Cox au second rang de l'histoire des majeures et se rapprochant du record de 84 de Joe Torre.
Une mauvaise décision de l'arbitre au premier but, Ron Kulpa, ouvre la porte à une poussée de quatre points de Saint-Louis en quatrième manche. Les champions de la Ligue nationale mènent alors 1-0 lorsque Matt Holliday frappe dans ce qui apparaît être une balle à double jeu. L'officiel Kulpa, originaire de Saint-Louis, juge toutefois que Holliday a devancé le relais de Ian Kinsler à Mike Napoli (qui joue ce jour-là au premier but) et le déclare sauf. Kulpa admet l'erreur après la partie.

### Match 4
Dimanche 23 octobre 2011 au Rangers Ballpark, Arlington, Texas.
| Cardinals de Saint-Louis | 0 | 0 | 0 | 0 | 0 | 0 | 0 | 0 | 0 | 0 | 2 | 0 |
| Rangers du Texas | 1 | 0 | 0 | 0 | 0 | 3 | 0 | 0 | X | 4 | 6 | 0 |
| Lanceurs partants : STL : Edwin Jackson TEX : Derek Holland Vic. : Derek Holland (1-0) Déf. : Edwin Jackson (0-1) HRs: TEX : Mike Napoli (2) |   |   |   |   |   |   |   |   |   |   |   |   |

Derek Holland livre l'une des meilleures performances jamais vues par un lanceur des Rangers du Texas en séries éliminatoires. Le lanceur partant gaucher n'accorde que deux coups sûrs aux Cardinals en huit manches et un tiers. Pour la première fois en 11 matchs, Saint-Louis n'est pas le premier club à compter puisque Texas prend les devants 1-0 dès la manche initiale sur un double de Josh Hamilton qui fait marquer Elvis Andrus. En sixième, Mike Napoli porte le score à 4-0 pour les Rangers en accueillant le lanceur Mitchell Boggs, en relève au partant Edwin Jackson, avec un circuit réussi lorsque Nelson Cruz et David Murphy sont déjà sur les buts. Après un retrait en neuvième manche, Derek Holland accorde un but-sur-balles à Rafael Furcal et est remplacé au monticule par Neftali Feliz. À son tour, celui-ci alloue un but-sur-balles à Allen Craig et les Cardinals se retrouvent avec des coureurs aux premier et deuxième buts. Mais Feliz retire Albert Pujols sur un ballon au champ centre et Matt Holliday sur trois prises pour neutraliser la menace.

### Match 5
Lundi 24 octobre 2010 au Rangers Ballpark, Arlington, Texas.
| Cardinals de Saint-Louis | 0 | 2 | 0 | 0 | 0 | 0 | 0 | 0 | 0 | 2 | 7 | 1 |
| Rangers du Texas | 0 | 0 | 1 | 0 | 0 | 1 | 0 | 2 | X | 4 | 9 | 2 |
| Lanceurs partants : STL : Chris Carpenter TEX : C. J. Wilson Vic. : Darren Oliver (1-0) Déf. : Octavio Dotel (0-1) Sauv. : Neftali Feliz (2) HRs: TEX : Mitch Moreland (1), Adrián Beltré (1) |   |   |   |   |   |   |   |   |   |   |   |   |

Texas remporte le dernier match présenté en 2011 au Rangers Ballpark par 4 à 2, après avoir surmonté un déficit de deux points. Mike Napoli est le joueur qui fait la différence pour les Rangers, dans ce cinquième duel de Série mondiale avec le double de deux points qui brise l'égalité et deux brillants jeux défensifs. 
Les Cardinals marquent deux fois en deuxième manche face à un C. J. Wilson chancelant en début de partie. Un simple de Yadier Molina et le retrait à l'avant-champ de Skip Schumaker permettent aux points de marquer. Wilson voit son voltigeur David Murphy lui sauver au moins un point en réalisant un superbe attrapé en plongeant aux dépens de Nick Punto pour conclure la manche. En troisième, Saint-Louis menace à nouveau avec des coureurs aux extrémités, mais la défensive texane vient encore sauver Wilson avec un double jeu sur un coup frappé par Matt Holliday. Tout au long du match, les Cardinals laissent beaucoup de coureurs sur les sentiers : 12 au total. Les frappeurs des Cards ne réussissent d'ailleurs qu'un coup sûr en douze avec des coureurs en position de marquer. De plus, une stratégie en septième manche fait mal paraître les Cards lorsque le receveur des Rangers Mike Napoli retire aisément en tentative de vol du deuxième but le coureur Allen Craig. Des questions sont soulevées sur cette stratégie inutile puisque le redouté Albert Pujols allait obtenir le premier coussin gratuitement sur un but-sur-balles intentionnel qui aurait automatiquement poussé Craig au deuxième. Après la partie, Tony La Russa et Pujols admettent qu'une confusion est survenue quant au signal du court et frappe.
Texas crée l'égalité grâce à des circuits en solo de Mitch Moreland en troisième reprise et Adrián Beltré en sixième manche. Ce dernier réussit d'ailleurs à expédier la redoutable balle cassante de Chris Carpenter dans les gradins du champ gauche alors qu'il a un genou sur le sol, tant le tir du lanceur des Cards est difficile à frapper. En fin de huitième manche, Michael Young accueille le releveur Octavio Dotel avec un double solidement cogné au champ centre. Dotel quitte la partie pour être remplacé par Marc Rzepczynski. Quelques instants après, un double de Mike Napoli avec les buts remplis fait compter deux points.
En neuvième, Neftali Feliz des Rangers atteint Allen Craig d'un lancer mais le frappeur suivant, Albert Pujols, fend l'air sur une troisième prise pendant que le receveur Napoli complète un double jeu en retirant, pour la deuxième fois en trois manches, Craig sur tentative de vol dans un court et frappe mal exécuté.

### Match 6
Jeudi 27 octobre 2011 au Busch Stadium, Saint-Louis, Missouri.
| Rangers du Texas | 1 | 1 | 0 | 1 | 1 | 0 | 3 | 0 | 0 | 2 | 0 | 9  | 15 | 2 |
| Cardinals de Saint-Louis | 2 | 0 | 0 | 1 | 0 | 1 | 0 | 1 | 2 | 2 | 1 | 10 | 13 | 3 |
| Lanceurs partants : TEX : Colby Lewis STL : Jaime García Vic. : Jake Westbrook (1-0) Déf. : Mark Lowe (0-1) HRs : TEX : Adrián Beltré (2), Nelson Cruz (2), Josh Hamilton (1) STL : Lance Berkman (1), Allen Craig (2), David Freese (1) |   |   |   |   |   |   |   |   |   |   |   |    |    |   |

Le match, prévu pour le 26 octobre, est reporté d'une journée en raison de la pluie à Saint-Louis. Le début de la rencontre est marqué par des prestations moyennes des lanceurs et des erreurs défensives de débutant de la part des deux équipes. En marquant trois points en septième manche, les Rangers prennent un avantage déterminant (7-4) sur des circuits consécutifs d'Adrián Beltré et Nelson Cruz face au lanceur Lance Lynn, puis d'un simple d'Ian Kinsler contre Octavio Dotel. Mais Allen Craig réagit en huitième manche par un circuit contre le lanceur partant Derek Holland, appelé en relève par Ron Washington. En neuvième, les Rangers mènent 7-5 et le stoppeur Neftali Feliz amène Texas non seulement à un retrait, mais à une seule prise d'un premier titre. C'est alors que David Freese frappe un triple de deux points qui permet à Saint-Louis d'égaliser. La situation se reproduit en dixième reprise : Josh Hamilton claque dans la première moitié de cette manche un circuit de deux points contre le releveur Jason Motte. Mais là encore les Cardinals égalisent avec deux retraits. Ryan Theriot produit un point pour amener le score à 9-8 Texas. Pour la deuxième fois, les Rangers sont à une seule prise de célébrer le titre lorsque Lance Berkman y va d'un coup sûr créant l'égalité. Le match prend fin quand David Freese, premier frappeur des Cards à affronter le lanceur Mark Lowe en fin de onzième, cogne son premier coup de circuit de la Série mondiale et permet à son club de forcer le déroulement d'un septième match. 
Les Cardinals sont la première équipe à surmonter des déficits en neuvième manche et en manches supplémentaires dans une même partie de série finale. Ils sont aussi la seule équipe à avoir marqué en huitième, neuvième, dixième et onzième manches d'un même match de Série mondiale.
Dès le lendemain, le match numéro six de cette Série mondiale 2011 est largement cité sinon comme l'un des meilleurs, du moins l'un des plus excitants jamais joués en finale du baseball majeur,,,,.

### Match 7
Vendredi 28 octobre 2011 au Busch Stadium, Saint-Louis, Missouri.
| Rangers du Texas | 2 | 0 | 0 | 0 | 0 | 0 | 0 | 0 | 0 | 2 | 6 | 0 |
| Cardinals de Saint-Louis | 2 | 0 | 1 | 0 | 2 | 0 | 1 | 0 | X | 6 | 7 | 1 |
| Lanceurs partants : TEX : Matt Harrison STL : Chris Carpenter Vic. : Chris Carpenter (2-0) Déf. : Matt Harrison (0-2) HRs: STL : Allen Craig (3) |   |   |   |   |   |   |   |   |   |   |   |   |

Texas et Saint-Louis disputent le premier match numéro sept d'une Série mondiale depuis l'affrontement remporté par les Angels d'Anaheim sur les Giants de San Francisco en 2002. Loin d'être abattus par leur amère défaite de la veille, les Rangers reprennent là où ils l'avaient laissés en offensive en inscrivant deux points dès le début de la première manche. Josh Hamilton et Michael Young frappent des doubles consécutifs face à l'as des Cards, Chris Carpenter, qui lance avec seulement trois jours de repos. C'est 2-0 Texas mais dès la fin de la première reprise, David Freese reprend lui aussi là où il l'avait laissé : le héros de la veille réussit un double pour faire marquer Albert Pujols et réduire l'écart à 2-1. Après ce début laborieux, Carpenter tient en respect l'attaque texane. Il n'accorde que trois coups sûrs jusqu'à son départ en septième manche. 

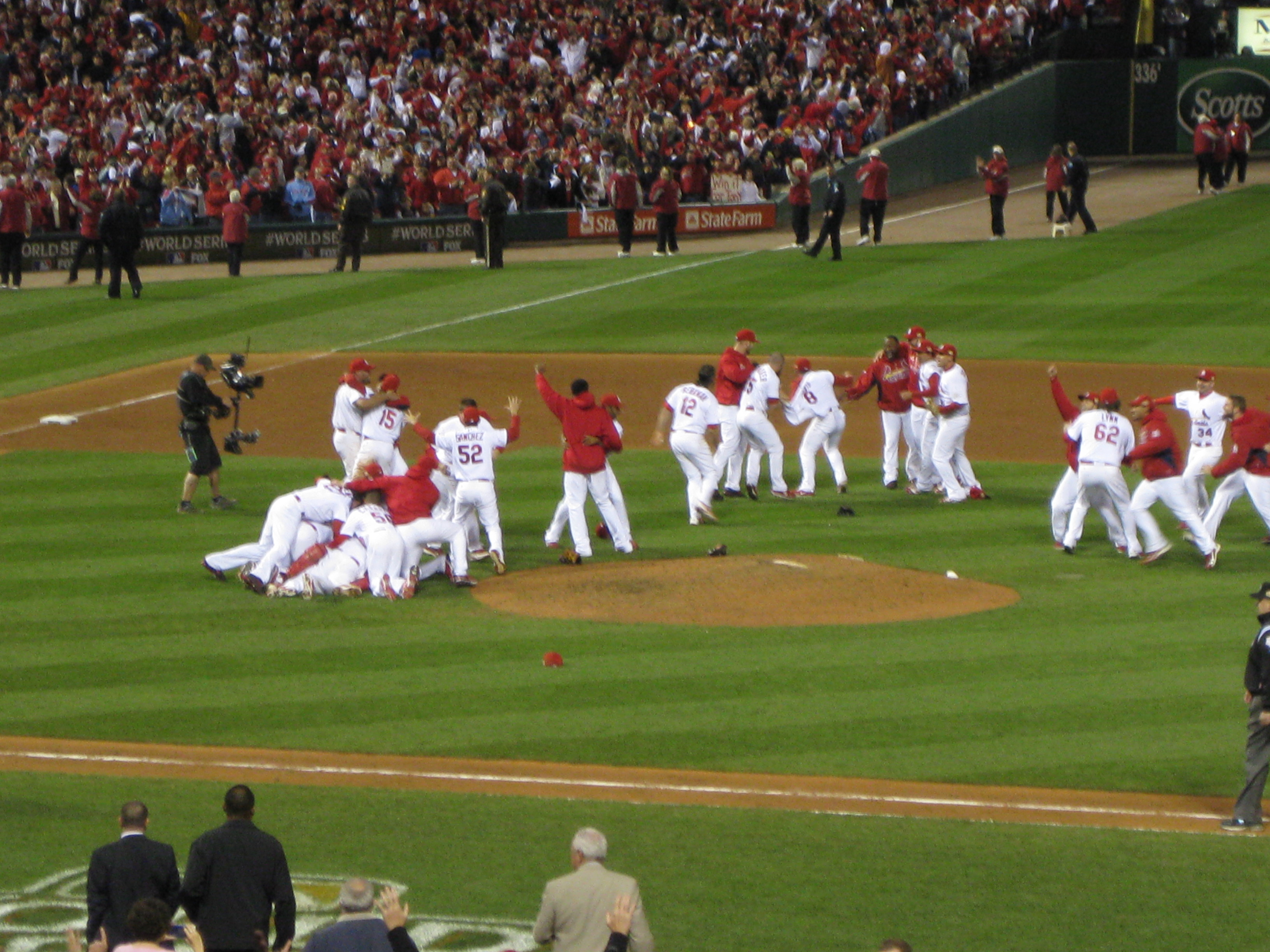
Les Cardinals célèbrant leur victoire

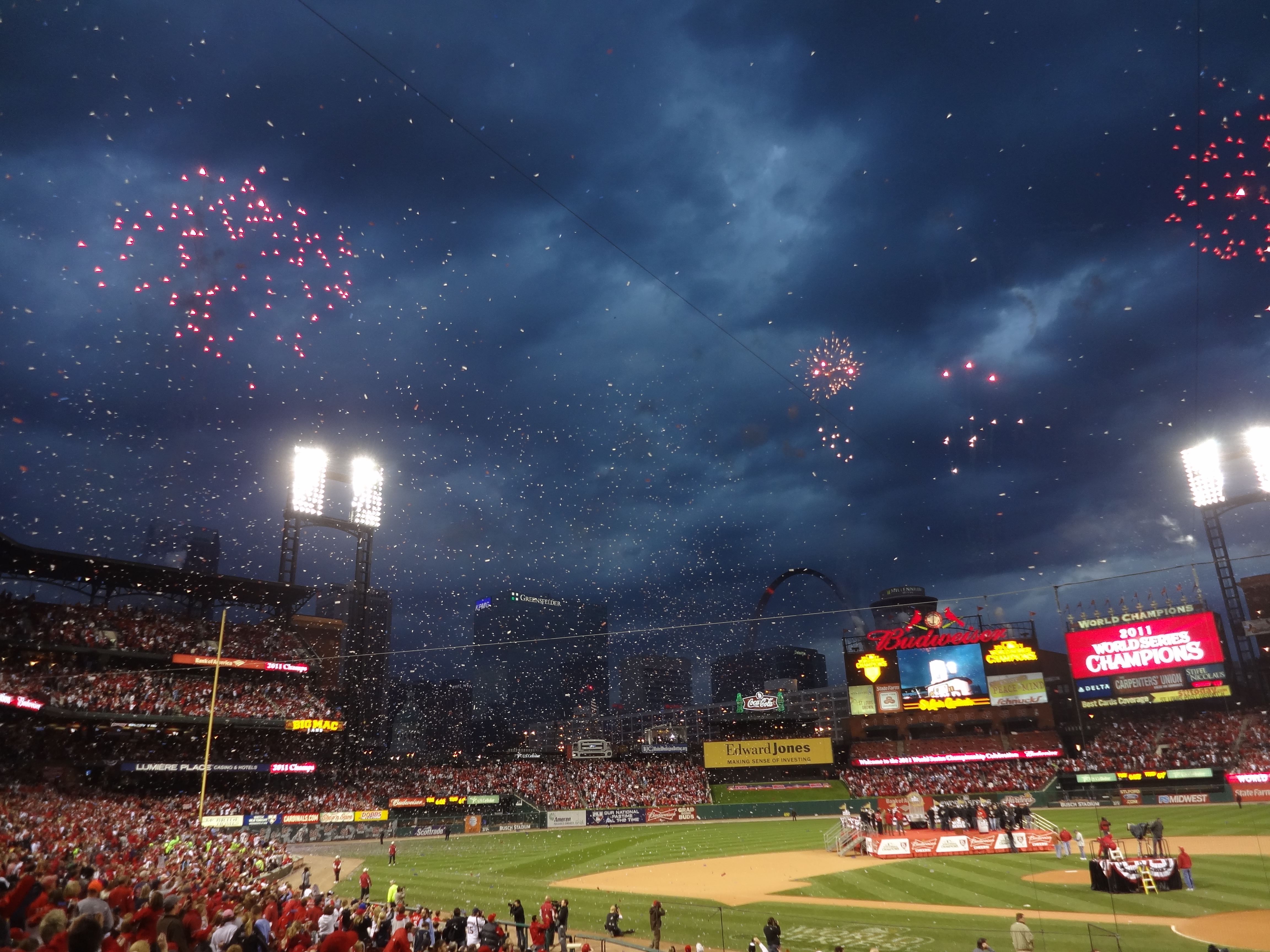
Célébrations au Busch Stadium de Saint-Louis à la fin du match du 28 octobre

Saint-Louis crée l'égalité sur un circuit d'Allen Craig, son troisième de la série finale, en troisième manche, puis prend les devants dans une étrange cinquième manche. Au cours de cette reprise, les Cardinals marquent deux fois et laissent les buts remplis sans même frapper un seul coup sûr. Le releveur Scott Feldman et C. J. Wilson, lanceur partant appelé en relève, accordent à eux deux trois buts-sur-balles, dont un intentionnel à Freese, et atteignent deux frappeurs pour une base automatique. Yadier Molina produit le point victorieux lorsqu'il soutire un but-sur-balles à Feldman avec les coussins tous occupés, forçant Allen Craig au marbre. Puis le frappeur suivant Rafael Furcal est atteint par un tir de Wilson, maintenant entré dans la partie, avec une fois de plus trois coureurs devant lui, ce qui permet à Pujols d'inscrire le cinquième point de Saint-Louis. Avec six buts-sur-balles alloués dans cette dernière partie, les Rangers portent leur total à 41 pour la finale, un nouveau record des Séries mondiales abattant l'ancienne marque de 40 par les Marlins de la Floride de 1997. Les champions de la Ligue nationale ajoutent un point d'assurance sur un coup sûr de Molina plus tard dans le match. Une longue frappe au champ gauche de David Murphy, captée par Craig après une longue course, est le troisième et dernier retrait de la neuvième manche. Les Cardinals complètent un ralliement spectaculaire orchestré dans le match six et enlèvent la septième rencontre, ainsi que la série. Ils demeurent l'équipe la plus titrée de la Ligue nationale avec une 11e conquête de la Série mondiale, leur première depuis 2006. Les Rangers du Texas, venus deux fois à une seule prise d'un premier titre, s'inclinent en série finale pour la deuxième fois en deux ans, la première équipe à perdre deux Séries mondiales consécutives depuis les Braves d'Atlanta de 1991 et 1992.

## Joueur par excellence
Le joueur de troisième but des Cardinals, David Freese, natif de la ville de Corpus Christi au Texas, mais qui a grandi à Saint-Louis, est nommé joueur par excellence de la Série mondiale. Il est le sixième joueur à recevoir ce prix après avoir gagné la même année le titre de joueur par excellence de la Série de championnat après Willie Stargell (1979), Darrell Porter (1982), Orel Hershiser (1988), Livan Hernandez (1997) et Cole Hamels (2008).
Dans les sept parties de cette série finale, il frappe huit coups sûrs en 23 pour une moyenne au bâton de ,348 avec trois doubles, un triple, un circuit et sept points produits. Il passe surtout à l'histoire pour son circuit en 11e manche du sixième match qui force la présentation d'un ultime duel.
Freese établit un record des séries éliminatoires du baseball majeur avec 21 points produits au total au cours des trois rondes disputées par les Cards. Il éclipse l'ancienne marque de 19 qui était partagée par Sandy Alomar, Jr. des Indians de Cleveland de 1997, David Ortiz des Red Sox de Boston de 2004 et Scott Spiezio des Angels d'Anaheim de 2002. Ses 21 points sont produits en 18 parties jouées contre Philadelphie, Milwaukee et Texas.